# Харлу (волость)
Харлу — бывшая волость Финляндии, расположенная на территории современной России. Харлу входила в состав Ладожской Карелии, территории, переданной Советскому Союзу в 1940 году по Московскому мирному договору. В настоящее время территории волости входит в состав Питкярантского района Республики Карелия. Волость прекратила свою деятельность в 1948 году.

## История и демография
Харлу была основана в 1922 году после обширного демографического и промышленного развития в этом районе. Решение о создании евангелическо-лютеранского прихода в этом районе было принято сенатом Финляндии в 1916 году, когда Финляндия еще была Великим княжеством под управлением России, и приход начал полноценно функционировать в 1918 году в недавно получившей независимость Финляндии. Финляндская православная церковь не учредила приход в этом районе, несмотря на то, что в этом районе проживает значительное количество ее членов. Площадь Харлу составляла примерно 252,6 км², а население 7 828 человек (1939) при плотности 30,99 человек на км².

## Деревни
Волость Харлу состояла из девяти деревень: Харлу, Хейняйоки, Хонкакюля, Хяйскюнваара, Йоэнсуу, Ляскеля, Пауссу, Теньярви и Вехкалахти.